# Bed of Roses
Bed of Roses – ballada rockowa zespołu Bon Jovi wydana na singlu w 1992 roku, za pośrednictwem wytwórni Mercury Records, promujący album Keep the Faith. Drugi singel promujący album; autorem utworu jest Jon Bon Jovi. Utwór jest balladą rockową, zaś tekst odbiega w stronę bardziej dojrzałego wydźwięku w porównaniu do albumów grupy z lat 80.
Część scen z teledysku została nagrana w hali widowiskowej Stabler Arena w Bethlehem, Pensylwania pod koniec grudnia 1992. Teledysk został wydany w 1993.
Utwór został umieszczony na kompilacji grupy Cross Road (1994), a także (w wersji akustycznej) na This Left Feels Right (2003). Został również umieszczony na DVD promującym trasę koncertową The Crush Tour.

## Spis utworów
Sporządzono na podstawie materiału źródłowego.
1. „Bed of Roses” (6:34)
2. „Lay Your Hands on Me” (Live) (5:30)
3. „Tokyo Road” (Live) (5:59)
4. „I’ll Be There for You” (Live) (6:30)

## Pozycje na listach przebojów
| Lista                  | Pozycja |
| ---------------------- | ------- |
| Billboard Hot 100      | 10      |
| Mainstream Rock Tracks | 5       |
| Francja                | 49      |
| UK Top 40              | 13      |
| Nowa Zelandia          | 13      |
| ARIA Singles Chart     | 10      |
| Swiss Music Charts     | 9       |
| Holandia               | 9       |
| Sverigetopplistan      | 27      |